# William Malone
William Malone (Lansing, Michigan, 1953), é um diretor estadunidense de filmes de horror.

## Filmografia
| Ano  | Título Original           | Título no Brasil | Título em Portugal |
| ---- | ------------------------- | ---------------- | ------------------ |
| 1981 | Scared to Death           |                  |                    |
| 1985 | Creature                  | A Criatura       | Criatura           |
| 1999 | House on the Haunted Hill | A Casa da Colina | A Casa do Passado  |
| 2002 | FeardotCom                |                  |                    |
| 2008 | Parasomnia                |                  |                    |